# Том Дрессер
Том Дрессер VC (1891; 9 квітня 1982) — англійський кавалер Хреста Вікторії, найвищої та найпрестижнішої нагороди за доблесть перед обличчям ворога, якою можуть бути нагороджені сили Великої Британії та Співдружності націй.
Дрессер народився на фермі Лаунд Хаус, Хьюбі, в 1891 році. Йому було 25 років, і він був рядовим 7-го батальйону Йоркширського полку (Олександра, принцеса Уельська), Британської армії під час Першої світової війни, коли відбувся наступний подвиг, за який він був нагороджений VC.
12 травня 1917 року поблизу Рьо у Франції рядовий Дрессер, незважаючи на те, що був двічі поранений по дорозі та зазнавав сильного болю, зумів доставити важливе повідомлення з штабу батальйону до передових окопів, куди він зрештою дістався у виснаженому стані. Його безстрашність і рішучість доставити це повідомлення за будь-яку ціну виявилися надзвичайно цінними для його батальйону в критичний період.
Його Хрест Вікторії виставлений у музеї Грін Ховардс у Річмонд (Північний Йоркшир), Північний Йоркшир.

## Зовнішні посилання
- Місцезнаходження могили та медалі VC (Клівленд)